# Літак горить
Літак горить  ( рос. Горит самолет  ), фільм 1.24 , фільм Колі  — аматорський короткометражний фільм з місця катастрофи польського Ту-154 у Смоленську, знятий на мобільний телефон 10 квітня 2010 року, незабаром після катастрофи , відома під різними назвами, що є речовим доказом у розслідуванні катастрофи, у вигляді файлу у форматі MP4 .
Автор запису тривалістю одна хвилина двадцять чотири секунди підійшов впритул до місця аварії літака Ту-154М № 101, де поки що немає рятувальних служб   . Фільм був знятий між 8:41:06 за польським часом (10:41:06 за московським ), коли сталася катастрофа , і 8:55 за польським часом (10:55 за московським часом), коли на місце події прибув підрозділ російської пожежної охорони ПЖ-3, який чергував у військовому аеропорту Смоленськ-Північний (перший рятувальний підрозділ, який дістався місця катастрофи через 14 хв через падіння літака  ). У фільмі, серед іншого, показано: палаючі частини машини  та чутні звуки, які по-різному трактувалися в ЗМІ, у тому числі як постріли  або звуки детонації боєприпасів  .

## Діяльність польської та російської прокуратур
У квітні 2010 року Агентству внутрішньої безпеки Польщі було наказано вилучити для перевірки версію фільму, поширену на одному з польських сайтів  . Фільм став предметом дослідження Управління криміналістичних досліджень Агентства внутрішньої безпеки, і в квітні 2010 року висновок щодо нього було надіслано до Окружної військової прокуратури у Варшаві  . У спільній заяві Генеральної прокуратури та Головної військової прокуратури зазначено, що:
З висновків випливає, що в записах містяться короткі висловлювання чоловіків і жінки російською мовою, а також висловлювання чоловіків польською мовою. Деяких слів не вдалося відтворити через велику кількість спотворень і малий розрив між сигналом та шумом. Під час досліджень не виявлено доказів втручання у безперервність запису, проте було встановлено факт модифікації формату запису та повторного запису у файл. Слід відзначити, що матеріал, переданий для досліджень, мав низьку якість запису. За висновками експертів не можна виключити, що надіслані записи були повторно піддані компресії, що могло призвести до знищення навіть дуже видимих слідів втручання у їх безперервність. Щодо можливих пострілів, експерти зауважили, що через наявність сильних спотворень, включаючи, ймовірно, потоки повітря, малим відношенням сигналу до шуму, підозрою у модифікації формату запису, будь-який вимірювальний аналіз подібних до пострілів звуків був неможливим. 
 25 травня 2010 року Окружна військова прокуратура у Варшаві направила до Російської Федерації запит про надання правової допомоги, в якому просила:
 
Здійснення встановлення обставин створення фільму, ймовірно, вперше опублікованого в Інтернеті на порталі "YouTube" 12.04.2010 року особою під псевдонімом Rastych, описаного російською мовою як "gorit samoliet" mp4, на якому зображено місце катастрофи безпосередньо після події з присутніми там особами та чути звуки, що нагадують постріли з вогнепальної зброї. З висновків польської прокуратури випливає, що сервіс "Twitter" має користувача під псевдонімом Rastych, підписаного як Юра Будник. Згідно з повідомленнями польських ЗМІ, автором запису є двадцять семирічний Володимир Іванов - механік, що працює на автомайстерні, розташованій близько 200 метрів від аеропорту Северний у Смоленську. 
Виконуючи запит, російська сторона надала запис 19 серпня 2010 р.; За даними Головної військової прокуратури, він був якісніший за той, що відомий з Інтернету  . Разом із записом польській стороні були надані копії свідчень автора фільму, якого допитували в Росії без участі польських прокурорів  .
Плівка стала предметом дослідження Центральної криміналістичної лабораторії ГУ МВС. Експертний висновок був поданий до військової окружної прокуратури у Варшаві в грудні 2010 року, але результати дослідження не були розголошені  . У січні 2011 року повідомлялося, що, за висновками поліцейських експертів, фільм не був змонтований і не було жодних слідів перешкод для безперервності запису  . На  думку поліцейських експертів, звуки, які чути на записі, нагадують постріли та вибухи  . Крім того, за словами техніків, на записі немає жодного польського слова, а всі чутні слова вимовляються російською  .

## Прийом фільму публікою
Навколо фільму висловлювалося багато гіпотез, в тому числі щодо особистих даних автора (окрім імені Коля, гіпотетично як особисті дані автора називалися різні прізвища та псевдоніми: Растич, Юра Будник, Володимир Іванов, Володимир Сафонієнко, Андрій Мендієрей  ). Про фільм написали, серед інших: польські , російські  та британські  ЗМІ. Запис проаналізовано на десятках сайтів  . Обговорення в Інтернеті викликав короткий момент, в якому у фільмі видно, як по корпусу затонулого корабля рухаються довгасті предмети, які, на думку деяких коментаторів, нагадують мотузки  . У жовтні 2011 року в Інтернеті з’явився 3D- анімаційний фільм під назвою «Короткий фільм про...», створений анонімним блогером, який намагається довести, що це були рухомі канати для транспортування важких вантажів  ; ця анімація викликала інтерес у деяких ЗМІ  .
Літак у вогні повністю процитований у фільмі 04.10.10 Аніти Гаргас (2011). У свою чергу, у фільмі "Лист із Польщі" режисера Маріуша Піліса (2010) представлено його фрагменти разом із авторськими коментарями. Фрагмент фільму також був показаний в епізоді серіалу Катастрофа в небі, присвяченому Смоленській катастрофі під назвою Смерть президента .

## Виноски
1. 1 2 3 4 5  Dytkowski, Jacek (28 грудня 2010). Jest ekspertyza filmu ze Smoleńska. naszdziennik.pl. Архів оригіналу за 5 липня 2023. Процитовано 22 лютого 2024.
2. 1 2  Польше передадут часть документов по крушению Ту-154 под Смоленском. vzglyad.ru (рос.). 6 квітня 2011.{{cite web}}:  Обслуговування CS1: Сторінки з параметром url-status, але без параметра archive-url (посилання)
3. 1 2  Dakowski, Mirosław (31 січня 2011). Film „Koli” a prawdopodobieństwo ZAMACHU. dakowy.nowyekran.pl. Архів оригіналу за 16 грудня 2011. Процитовано 22 лютого 2024.{{cite web}}:  Обслуговування CS1: bot: Сторінки з посиланнями на джерела, де статус оригінального URL невідомий (посилання)
4. 1 2 3  Polscy śledczy mają swój typ, kto nakręcił słynny film w smoleńskim lesie. rmf24.pl. 2010-18-17.
5. ↑  Wrak jeszcze płonie - amatorski film z miejsca katastrofy.mp4 (укр.), процитовано 22 лютого 2024
6. ↑  Katastrofa w Smoleńsku. Rosyjscy milicjanci słyszeli strzały po upadku prezydenckiego samolotu. wspolczesna.pl. 9 травня 2011.
7. ↑  Окончательный отчет Технической комиссии МАК по расследованию катастрофы самолета Ту-154М № 101 Республики Польша, произошедшей 10 апреля 2010 года в районе аэродрома Смоленск «Северный» (PDF). mak.ru (рос.). 12 січня 2011. Архів оригіналу (PDF) за 29 жовтня 2012. Процитовано 22 лютого 2024.
8. ↑  Uwagi Rzeczypospolitej Polskiej do projektu Raportu końcowego z badania wypadku samolotu Tu-154M nr boczny 101, który wydarzył się 10 kwietnia 2010, opracowanego przez Międzypaństwowy Komitet Lotniczy MAK (PDF). mak.ru. 12 січня 2011. Архів оригіналу (PDF) за 29 жовтня 2012. Процитовано 22 лютого 2024.
9. 1 2 3 4  Dytkowski, Jacek (18 січня 2011). KGP: Odgłosy strzałów na Siewiernym. naszdziennik.pl. Архів оригіналу за 2 липня 2023. Процитовано 22 лютого 2024.
10. ↑  Komunikat Prokuratury Generalnej i Naczelnej Prokuratury Wojskowej z 29 kwietnia 2010. pg.gov.pl. Архів оригіналу за 16 лютого 2013. Процитовано 22 лютого 2024.
11. ↑  Komunikat Prokuratury Generalnej i Naczelnej Prokuratury Wojskowej z 27 kwietnia 2010. pg.gov.pl. Архів оригіналу за 16 лютого 2013. Процитовано 22 лютого 2024.
12. ↑  Prokuratura Generalna - Aktualności. web.archive.org. 16 лютого 2013. Архів оригіналу за 16 лютого 2013. Процитовано 22 лютого 2024.
13. ↑  Архівована копія. web.archive.org. Архів оригіналу за 18 лютого 2013. Процитовано 22 лютого 2024.{{cite web}}:  Обслуговування CS1: Сторінки з текстом «archived copy» як значення параметру title (посилання)
14. ↑  Film ze Smoleńska, który dostaliśmy od Rosji, to ten sam co na You Tube. gazeta.pl. 20 серпня 2010.
15. ↑  Są zeznania autora filmu "płonie samolot". tvp.info. 20 серпня 2010. Архів оригіналу за 13 липня 2016. Процитовано 22 лютого 2024.{{cite web}}:  Обслуговування CS1: bot: Сторінки з посиланнями на джерела, де статус оригінального URL невідомий (посилання)
16. ↑  Footage of Polish air crash 'shows Russians executing survivors'... but is it a vile propaganda stunt?. dailymail.co.uk (англ.). 14 травня 2010.
17. ↑  Polish Plane Crash Stirs Internet. thedailybell.com (англ.). 4 травня 2010. Архів оригіналу за 16 вересня 2010. Процитовано 22 лютого 2024.
18. 1 2  Pyza, Marek (10 жовтня 2011). Wrak oddany walkowerem. Uważam Rze: 32. ISSN 2082-8292.
19. ↑  Open Smolensk. opensmolensk.org. Архів оригіналу за 13 липня 2012. Процитовано 22 лютого 2024.

## Зовнішні посилання
- Одна з версій аматорського фільму з місця Смоленської катастрофи, знятого 10 квітня 2010 року. і розслідувала польська військова прокуратура nto.pl [дата доступу: 18.09.2011]